# Souss-Massa-Draâ
Souss-Massa-Draâ era una delle 16 Regioni del Marocco, istituita nel 1997 e soppressa nel 2015.
La regione comprendeva le province e prefetture di:
- Prefettura di Agadir-Ida ou Tanane
- Prefettura di Inezgane-Aït Melloul
- Provincia di Chtouka-Aït Baha
- Provincia di Ouarzazate
- Provincia di Sidi Ifni
- Provincia di Taroudant
- Provincia di Tinghir
- Provincia di Tiznit
- Provincia di Zagora